# Schwarze Schar MC
Der Schwarze Schar MC (Zahlenkürzel S 19) war ein deutscher Outlaw-Motorcycle Club. Das am 1. Dezember 2008 gegründete sogenannte „Mother-Chapter“ in Wismar wurde am 13. Dezember 2013 auf Grundlage des Vereinsrechts durch das Ministerium für Inneres und Sport Mecklenburg-Vorpommern verboten.

## Geschichte
Die „Schwarze Schar“, benannt nach einem gleichnamigen Freikorps aus dem Napoleonischen Krieg, wurde am 8. Dezember 2008 in Wismar gegründet. Die Mitglieder rekrutierten sich zu Beginn vor allem aus der ehemaligen Neonazi-Kameradschaft „Werwölfe Wismar“. Präsident war Philip Schlaffer, Besitzer eines rechtsextremen „Werwolf Shops“, der bereits 2006 durch ein Internetvideo bekannt wurde, bei dem mehrere Mitglieder mit Baseballschlägern bewaffnet am Rande einer Demonstration gegen antifaschistische Demonstranten vorgehen wollten und von der Polizei mit gezogenen Waffen daran gehindert wurden. Schlaffer leitete außerdem den rechtsextremen Szene-Versand „Totenkopf“. Im Umfeld der Kameradschaft und des Shops kam es an Neujahr 2007 zu einem Mord an einem Szeneangehörigen.
Der Club versuchte sich unpolitisch zu geben und dabei sein Image auch durch verschiedene Reportagen, unter anderem im Vice und auf Spiegel Online aufzubessern. In den Reportagen gab der Club an, mit der rechtsextremen Szene abgeschlossen zu haben, sich aber weiterhin zu seinem „Deutschsein“ zu bekennen und auch nur deutsche Mitglieder aufzunehmen. Journalist Thomas Kuban legte in seinem Buch Blut muss fließen die rechtsextremen Hintergründe offen, auch die taz veröffentlichte einen kritischen Artikel.
Der Club galt als bewaffnete, gewaltbereite Outlaw-Motorcycle-Gang im Rockermilieu, die in der organisierten Kriminalität besonders im Rahmen der Wohnungsprostitution aktiv war. Zudem gab es den Unterstützerclub „Schwarze Jäger“. Am 1. Juli 2013 wurde ein „Nomads-Chapter“ und ein deutscher Dachverband gegründet. Am 9. Juli verkündete das Wismarer Chapter, dass der Club „eingefroren sei“. Die Polizei vermutete, dass der Club einem Vereinsverbot zuvorkommen wollte.
Auf Grundlage des Vereinsrechts wurde der Club sowie sein Supporter-Club Schwarze Jäger verboten. Der Innenminister begründete seine Entscheidung mit diversen Fällen der Gewaltkriminalität, die von den Mitgliedern begangen wurden. Der schwerste Fall: Am Rande eines Stadtfests Ende 2008 wurde ein Mann nach einer Rangelei von einem Mitglied des Clubs mit einem Messer niedergestochen und schwer verletzt. Die Verwendung der Kennzeichen des Clubs oder das Gründen von Nachfolgeorganisationen in Wismar ist aufgrund des Vereinsverbots untersagt.
2014 wurden zwei Mitglieder mit 253 g Kokain festgenommen. In diesem Zusammenhang wurde auch der ehemalige Anführer Philip Schlaffer vernommen. Am 17. Dezember 2014 wurde Schlaffer vom Schweriner Landgericht wegen unerlaubten Drogenhandels zu zwei Jahren und 10 Monaten Gefängnis verurteilt. Im Prozess hatte er zuvor ein Teilgeständnis abgelegt. Ein Prozess gegen vier weitere Mitglieder der Schwarzen Schar vor demselben Gericht endete ebenfalls mit Haftstrafen, von denen eine zur Bewährung ausgesetzt wurde.
Im März 2014 sollte das beschlagnahmte Clubhaus „Zum Schwarzen Herzog“, durch das Finanzministerium Mecklenburg-Vorpommerns, versteigert werden. Es befand sich 2018 noch immer im Besitz des Landes und stand wiederholt zum Verkauf.